# Сера Кјеза (Ђенова)
Сера Кјеза је насеље у Италији у округу Ђенова, региону Лигурија.
Према процени из 2011. у насељу је живело 26 становника. Насеље се налази на надморској висини од 433 м.